# 天蝎座V929
天蝎座V929，又名CD-2312700，HD 144334、SAO 184113、HR 5988，是天蝎座的一颗恒星，视星等为5.92，位于銀經350.35，銀緯20.85，其B1900.0坐标为赤經16h 0m 8.4s，赤緯-23° 20.85′ 2″。